# Edward Bibring
Pour les articles homonymes, voir Bibring.
Edward Bibring, né le 20 avril 1894 à Stanislau et mort le 11 janvier 1959 à Boston, est un psychiatre et psychanalyste américain d'origine autrichienne.

## Biographie
Edward Bibring naît en Galicie qui est alors une province autrichienne, il passe son abitur à Czernowitz, où il entreprend des études d'histoire et de philosophie à l'université. Il fait son service militaire durant la Première Guerre mondiale et est prisonnier de guerre des Russes. Après la guerre, il s'inscrit à la faculté de médecine de l'université de Vienne et participe au séminaire créé par Otto Fenichel à l'intention des étudiants en médecine. Il y fait la connaissance de Grete Lehner, qui deviendra son épouse. Il est diplômé de médecine en 1922 et commence sa formation à la Société psychanalytique de Vienne la même année. Il fait une analyse avec Paul Federn. Il devient membre associé en 1925, membre titulaire en 1927, analyste formateur en 1934. Il donne des consultations à l'ambulatorium, hôpital de jour gratuit lié à la société de psychanalyse. Il est rédacteur de l'Internationale Zeitschrift für Psychoanalyse. Il est trésorier de la société psychanalytique de 1928 jusqu'à la dissolution de la société en 1938, après l'Anschluss. Edward Bibring et Grete L. Bibring s'exilent avec leurs enfants en mai 1938, d'abord en Angleterre, où Edward rejoint la Société britannique de psychanalyse. Il participe à l'édition des Œuvres complètes de Freud, s'exile à nouveau, en 1941, lorsqu'il reçoit une promesse d'embauche au Tufts Medical College de Boston, qui lui permet d'obtenir des visas pour lui et sa famille. 
Il s'installe à Boston, où il rejoint la Boston Psychoanalytic Society (en), où il est analyste formateur et dont il est le président de 1947 à 1949. Il exerce comme psychiatre au Beth Israel Hospital.
Edward Bibring n'est l'auteur que de quelques rares recherches sur le concept d'instinct et la compulsion de répétition. 
Il est photographe et produit des photos de psychanalystes de son temps, notamment au congrès international de Lucerne en 1934, de Marienbad en 1936, et de Budapest en 1937, d'où il rapporte des clichés d'Anna Freud, Ludwig Jekels, Wilhelm Reich, Max Eitingon, Franz Alexander, Annie Reich, Ernst Kris, Otto Fenichel, Edward Glover, Vilma Kovács, Dorothy Burlingham, ou encore Elisabeth Geleerd Loewenstein
Ses archives sont conservées à la Boston Psychoanalytic Society